# La Libertad (departement, Salvador)
La Libertad je název jednoho ze salvadorských departementů. Rozprostírá se v severo-centrální části státu. Na severu je ohraničený řekou Lempa, na jihu pobřežím Tichého oceánu. Jeho hlavním městem je Santa Tecla, které leží v metropolitní oblasti San Salvadoru. Sousedí s departementy Sonsonate, Santa Ana, Chalatenango, San Salvador a La Paz.

## Správní členění
Od roku 2024 sestává departement ze 6 obcí (španělsky municipios), které se dále dělí do 22 obecních distriktů.
| - Libertad Norte - Distrito de Quezaltepeque - Distrito de San Matías - Distrito de San Pablo Tacachico - Libertad Centro - Distrito de San Juan Opico - Distrito de Ciudad Arce - Libertad Oeste - Distrito de Colón - Distrito de Jayaque - Distrito de Sacacoyo - Distrito de Tepecoyo - Distrito de Talnique - Libertad Sur - Distrito de Comasagua - Distrito de Santa Tecla | - Libertad Este - Distrito de Antiguo Cuscatlán - Distrito de Huizúcar - Distrito de Nuevo Cuscatlán - Distrito de San José Villanueva - Distrito de Zaragoza - Libertad Costa - Distrito de Chiltiupán - Distrito de Jicalapa - Distrito de La Libertad - Distrito de Tamanique - Distrito de Teotepeque |